# Sesta battaglia dell'Isonzo
La sesta battaglia dell'Isonzo, conosciuta anche come battaglia o presa di Gorizia, fu combattuta dal 4 al 17 agosto 1916 sul fronte italiano della prima guerra mondiale, e vide contrapposti il Regio Esercito italiano al comando del generale Luigi Cadorna e l'Imperiale e regio esercito austro-ungarico al comando del generale Franz Conrad von Hötzendorf.
Inizialmente prevista per metà giugno, Cadorna dovette rinviare l'inizio della Sesta battaglia dell'Isonzo a causa dell'inaspettata offensiva austro-ungarica in Tirolo del maggio 1916, la Südtiroloffensive. Sferrata a maggio da Conrad, l'offensiva mirava ad invadere la pianura veneta sfondando le linee italiane dal saliente Trentino, con lo scopo di prendere alle spalle e tagliare la ritirata al grosso dell'esercito italiano stanziato quasi interamente lungo il medio e basso Isonzo, giungendo in questo modo alla fine della guerra sul fronte italiano. L'attacco di Conrad non ebbe l'esito sperato, e Cadorna, dopo aver stabilizzato il fronte, poté concentrarsi nuovamente sulla programmata "spallata" verso il campo trincerato di Gorizia e i rilievi del Sabotino, monte San Michele e monte Calvario e l'abitato di San Martino del Carso. L'offensiva, condotta con piena sorpresa sugli austro-ungarici e con una preparazione d'artiglieria finalmente adeguata e sincronizzata con la fanteria, fu il primo autentico successo della guerra italiana, e la prima volta nella storia che un «esercito tutto italiano sconfiggeva in una grande battaglia un esercito tutto straniero».
La conquista di Gorizia ebbe un grande effetto positivo sul morale sull'esercito e sulla nazione, e una grossa eco nel resto dell'Europa, ma di fatto non sortì effetti significativi nella situazione strategica del Regio Esercito; gli austro-ungarici persero l'importante caposaldo del Sabotino e altre posizioni dominanti, ma riuscirono a ritirarsi su una nuova linea di trincee ben difese e protette. Il possesso della conca in cui si trova la città di Gorizia senza al contempo il controllo dei rilievi che la contornavano significò che i combattimenti ritornarono sotto il controllo dell'esercito imperiale.
La battaglia fu quindi solo una fase dell'intensa guerra di logoramento in atto sul fronte italiano, ma rafforzò il prestigio italiano all'interno della coalizione alleata e costituì un importante successo sotto il profilo politico e propagandistico: si trattava della prima città di rilievo dell'Impero austro-ungarico (e in generale degli Imperi centrali) a cadere nelle mani dell'Intesa e per giunta grazie al contributo del solo esercito italiano. Per la memorialista austriaca rappresentò un dramma che venne utilizzato per giustificare sia i sacrifici imposti in patria sia gli aiuti richiesti alla Germania, invitata a dare più credito al fronte italiano, fronte peraltro fino ad allora considerato marginale dalle coalizioni di entrambi gli schieramenti.

## Contesto strategico
Il secondo anno di guerra sul fronte italiano si aprì con la necessità degli austro-ungarici di invertire la tendenza delle operazioni. La resistenza offerta contro gli attacchi italiani aveva da un lato fatto naufragare i piani di guerra di Luigi Cadorna e annullato le speranze del capo di stato maggiore del Regio Esercito di sfondare nel settore meridionale dell'Isonzo; dall'altro però i costi materiali e umani per l'esercito austro-ungarico diventavano sempre più critici. Parallelamente l'esercito italiano continuava ad accrescere la propria dotazione di armamenti e a imparare dagli errori commessi, mentre cingeva da vicino il campo trincerato di Gorizia dalle linee Oslavia-Sabotino e monte San Michele-San Martino del Carso. 
Durante il primo anno di guerra i rovesci sul fronte balcanico e su quello russo furono tali che l'Imperiale e regio esercito (Kaiserlich und königlich) perse circa 3,2 milioni di uomini, e ciò si rifletté con una cronica mancanza di rimpiazzi sul fronte italiano. Nel marzo 1916 nuove reclute e feriti risanati permisero di riportare l'organico a circa 2,3 milioni di uomini con 900 mila combattenti, e la conquista del Montenegro nel gennaio 1916 da parte della 3ª Armata di Hermann Kövess permise al capo di stato maggiore Franz Conrad von Hötzendorf di sferrare un'offensiva in Italia senza dover chiedere l'aiuto tedesco. 
Sul fronte russo la situazione rimase tranquilla e la 7ª Armata di Karl von Pflanzer-Baltin riuscì a contenere alcune offensive russe nel settore meridionale. Tutti questi fattori fecero propendere Conrad alla decisione di disimpegnare alcune delle sue migliori divisioni dal fronte orientale per impegnarle in Trentino nel tentativo di sferrare un colpo che potesse mettere fine alla guerra sul fronte italiano. Il suo piano prevedeva che due armate su quattordici divisioni attaccassero il saliente del Tirolo spingendosi a sud e a est in direzione di Venezia, nel tentativo di isolare il grosso dell'esercito italiano schierato sul basso Isonzo lasciando indifeso il resto del nord Italia.
Conrad raggruppò in Trentino due armate: l'11ª e la 3ª, destinate ad aver ragione delle resistenze italiane e poi a sfruttare il successo in pianura, richiedendo il trasferimento di quattro divisioni della 5ª Armata di Svetozar Borojević von Bojna per rafforzare le truppe attaccanti. Di fronte ai segnali di pericolo che andavano addensandosi, Cadorna ebbe sempre un profondo scetticismo nei confronti di un'offensiva nemica: pur visitando il fronte della 1ª Armata di Roberto Brusati, richiamandolo sulla necessità di allestire una seconda e terza linea difensiva, previste ma di fatto esistenti solo sulla carta, il capo di stato maggiore non credeva a una offensiva di grande portata in quel settore.
Ma Cadorna sottovalutò i comandi austro-ungarici, i quali il 15 maggio 1916 scatenarono l'offensiva in Trentino che le fonti italiane avrebbero poi erroneamente indicato come Strafexpedition ("Spedizione punitiva"). Con una imponente preparazione di artiglieria e un tiro perfettamente inquadrato contro le linee italiane, gli austroungarici sfondarono il fronte prima sull'altopiano dei Fiorentini e in Val d'Astico, e quindi sull'altopiano dei Sette Comuni. La progressione dell'avanzata per poco non riuscì a far crollare l'esercito italiano, ma le forze di Guglielmo Pecori Giraldi, subentrato a Brusati per volere di Cadorna, arrestarono gli austro-ungarici sugli ultimi rilievi prima della pianura, ossia il monte Giove a ovest della Val d'Astico e il monte Zovetto e il monte Lemerle a est. Nel frattempo, a ulteriore rinforzo delle truppe italiane impegnate in Trentino, venne creata la 5ª Armata utilizzando le unità a riposo dal fronte del Carso, in modo tale da non indebolire il fronte sull'Isonzo.
Agli inizi di giugno la resistenza italiana e, poco dopo, un'offensiva russa sul fronte orientale (l'offensiva Brusilov) ebbero immediati contraccolpi sul quadro strategico europeo e soprattutto dell'Austria-Ungheria. La perdita di quasi mezzo milione di uomini appesantì la situazione austro-ungarica, alleggerendo di contro quella italiana che comunque era già stata stabilizzata dai suoi fanti. Alla fine del giugno 1916 le operazioni sull'altopiano di Asiago, con un contrattacco italiano che portò alla riconquista di metà dei territori perduti nell'iniziale successo dell'offensiva austro-ungarica, furono sospese da Cadorna che riprese ad ammassare uomini e mezzi sul fronte dell'Isonzo, in vista di una nuova offensiva. Il 12 giugno il presidente del consiglio Antonio Salandra, che meditava di sostituire Cadorna (il quale con i rovesci iniziali in Trentino perse molto del suo prestigio anche dinanzi agli interventisti), si dimise, dopo essere caduto il 10 giugno su una votazione di fiducia; il 18 giugno gli successe il governo di unità nazionale presieduto da Paolo Boselli. D'altronde un esonero di Cadorna avrebbe rappresentato un salto nel buio, poiché pochi generali erano abbastanza conosciuti all'opinione pubblica interna ed estera per poter prendere il posto del "generalissimo". Il successo difensivo in Tirolo e successivamente la vittoria di Gorizia invece rialzarono il prestigio di Cadorna, il quale rimase saldamente in carica fino alla disfatta di Caporetto dell'ottobre 1917.

### La situazione del Regio Esercito

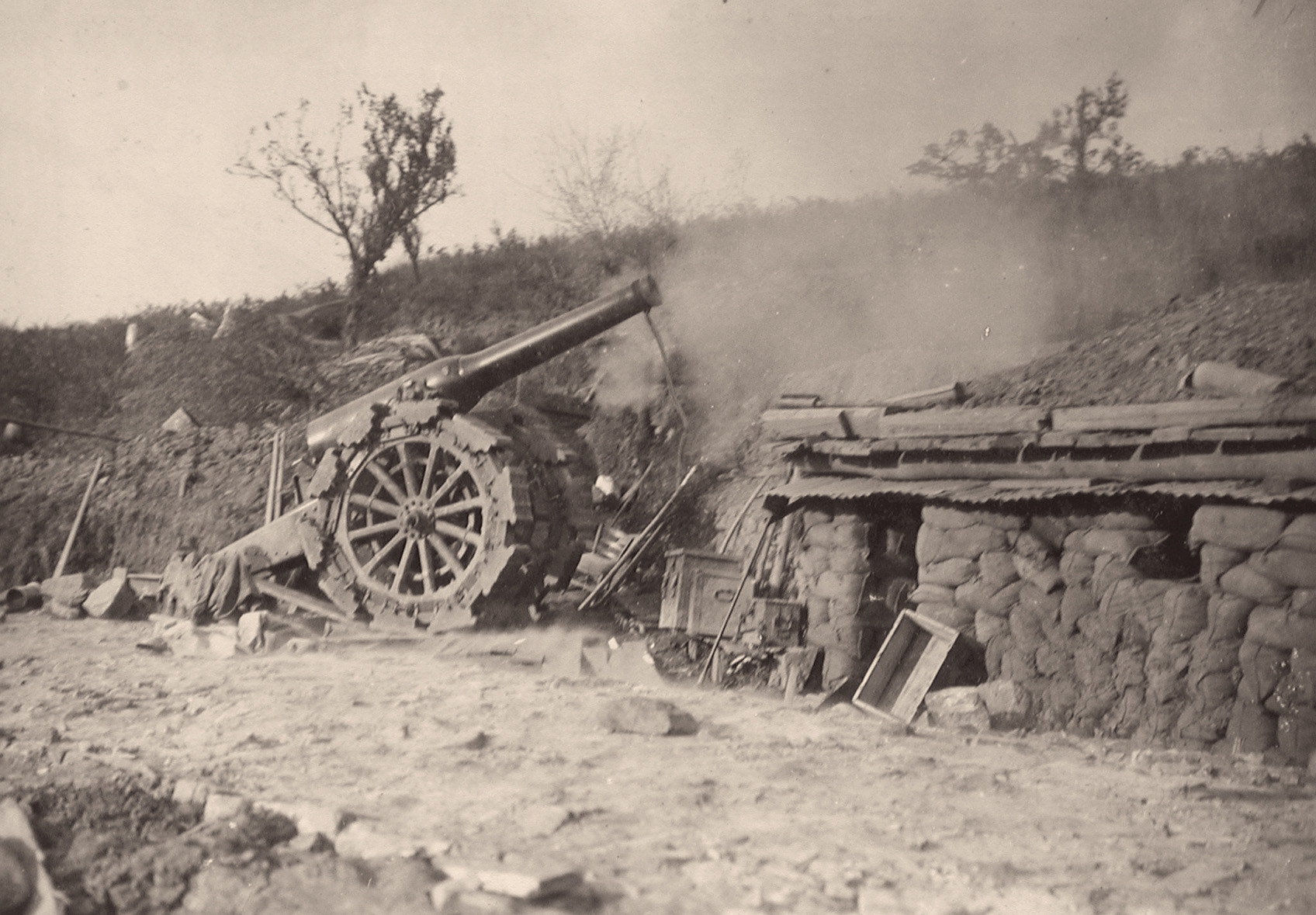
Un cannone da 149/23 fa fuoco contro le posizioni austro-ungariche del monte Calvario (Podgora), 1916.

La preparazione finale per l'assalto lungo l'Isonzo avvenne da metà giugno, ma l'attacco austro-ungarico in Trentino aveva ridotto la disponibilità di uomini e mezzi per il Regio Esercito, così Cadorna decise di accorciare il fronte d'attacco per mantenere un'alta concentrazione di fuoco contro le linee nemiche al fine di aprire varchi nelle stesse. Si sarebbe trattato di un'offensiva basata sulla sorpresa da realizzare con un rapido trasporto di uomini dal settore fra Adige e Brenta, facendo arrivare all'ultimo momento l'artiglieria necessaria all'attacco e cercando di nasconderne il trasferimento al nemico. L'obiettivo era quello di sfruttare il temporaneo squilibrio strategico austro-ungarico per togliere all'avversario la possibilità di accedere alla pianura friulana conquistando il Sabotino e le alture di Oslavia, con azioni secondarie tra il Grafenberg e il Calvario, ed ancora a Plava e sul San Michele.
Il 17 giugno venne diramata una circolare che fissava sulla carta gli insegnamenti tratti dalla cosiddetta Strafexpedition su come affrontare la violenta preparazione d'artiglieria nemica e le infiltrazioni di grosse pattuglie agevolate dalla copertura dei boschi. Cadorna prima di tutto si concentrò sulla coesione dei reparti, sottolineando l'importanza della disciplina e raccomandando di evitare la creazione di raggruppamenti tattici occasionali ma di creare unità con elementi coesi e affiatati. Nella difensiva veniva altresì raccomandato di definire le dipendenza tattiche dell'artiglieria, per poterne concentrare il tiro là dove fosse necessario senza attendere l'autorizzazione di comandi lontani dal fronte, in modo tale da poter tramutare l'azione difensiva passiva in una difesa attiva grazie a contrattacchi mirati e immediati.
Alla circolare di giugno venne affiancata una circolare di luglio che metteva l'accento sull'importanza della sorpresa, condizione essenziale per il successo, raccomandando di non impostare l'azione su schemi ripetitivi. 
Le successive prescrizioni trattavano altri punti fondamentali come l'importanza di un attacco attentamente preparato da iniziare il più vicino possibile alle linee avversarie, culminante con l'improvviso e violento intervento dell'artiglieria chiamata a squarciare i reticolati e neutralizzare gli elementi attivi della difesa avversaria, a cui sarebbe seguito l'intervento scaglionato della fanteria. 
Tutto ciò può essere riassunto nella frase di Cadorna, il quale espresse tale concetto un paio di mesi prima della battaglia: «Solo elevando a un altissimo coefficiente il tonnellaggio di proiettili lanciato nell'unità di tempo è possibile [...] aprire [un] ampio e facile varco per la fanteria».
Queste direttive seguivano quelle emanate ad aprile dedicate specificatamente all'artiglieria, nelle quali per la prima volta gli obiettivi da battere venivano ripartiti tra bocche da fuoco in base al calibro e alla traiettoria, si parlava della manovra di fuoco facendo convergere le traiettorie su determinati obiettivi e si distingueva l'azione di accompagnamento dell'artiglieria da montagna dall'azione di controbatteria e dal fuoco di sbarramento, diretto a contrastare i contrattacchi. 
Questa nuova dottrina, detta "attacco ad intermittenza", consisteva in un massiccio bombardamento di artiglieria al quale sarebbe seguita l'avanzata della fanteria mentre l'artiglieria si concentrava su obiettivi nelle seconde linee nemiche per evitare l'arrivo di rinforzi. Fu un progresso rispetto alla inflessibile e offensivistica dottrina adottata dall'inizio della guerra, se non altro perché, come scrive lo storico Marco Mondini: «aveva al suo centro il principio del risparmiare le vite ed evitava di fissarsi sulle conquiste territoriali «a ogni costo»: di certo, fu il principale sforzo della dirigenza militare italiana per adattarsi alla realtà del combattimento, un tentativo di cui Cadorna si arrogò negli anni successivi il merito, presentando questi provvedimenti come la prova più evidente di quanto il suo supposto disprezzo per la vita umana fosse una falsità». Ma per quanto fosse innovativo riguardo alla cultura militare italiana, tale nuova dottrina fu «un adattamento tardivo, parziale e insufficiente».
L'accumulo di uomini e mezzi avvenne secondo i tempi prestabiliti, anche grazie agli sforzi dell'intelligence che disturbò i servizi segreti austro-ungarici nel reperire informazioni, e di un grande sforzo logistico che permise un grande spostamento di uomini e mezzi. La 5ª Armata creata in precedenza venne sciolta, tre divisioni e 20 batterie si spostarono tra giugno e luglio, e 80 batterie e due corpi d'armata le seguirono dal 17 luglio al 5 agosto, mentre dopo il 6 agosto arrivarono altre 4 divisioni, 2 brigate e una divisione di cavalleria.
In totale furono spostati in Friuli circa 300 000 uomini, 60 000 quadrupedi, 10 000 carri; corrispondenti a 11 divisioni, 2 brigate e un reggimento di fanteria, 2 brigate e una divisione di cavalleria, 157 batterie d'artiglieria e 37 di bombarde. La 3ª Armata del Duca d'Aosta, forte ora di ben sedici divisioni e 1250 cannoni e 770 mortai e schierata dal Sabotino all'Adriatico avrebbe sostenuto l'attacco principale, mentre la 2ª Armata venne relegata a un ruolo di appoggio sull'alto Isonzo.
Dopo l'esperienza sugli Altipiani dove le truppe italiane in più occasioni crollarono di fronte al nemico, lo scontro si sarebbe svolto con gli italiani che avrebbero tentato di mantenere il pieno controllo dell'offensiva con ogni mezzo a loro disposizione, per evitare appunto un nuovo crollo morale come avvenuto con la Strafexpedition. Questa volta si sarebbe tentato di «scuotere potentemente l'avversario» con l'utilizzo poderoso dell'artiglieria come questi aveva fatto in precedenza, in modo tale da sfruttare la sorpresa e l'impeto per garantirsi il successo. Cadorna riteneva che l'ora del successo fosse ormai vicina, incoraggiato dalla grande massa di uomini e artiglierie a disposizione e, come ebbe di spiegare al Duca d'Aosta, secondo lui la chiave della vittoria sarebbe stata «il mettere insieme un'imponente massa di artiglieria di tutti i calibri su un fronte il più possibile ristretto».

### La situazione dell'esercito austro-ungarico
Quando l'offensiva Brusilov del 4 giugno ebbe inizio gli austro-tedeschi si ritrovarono in inferiorità numerica sul fronte orientale, dato che il capo di stato maggiore dell'esercito tedesco Erich von Falkenhayn in primavera aveva prelevato diciotto divisioni dal fronte orientale per inviarle a prendere parte alla battaglia di Verdun, mentre Conrad ne aveva prese quattro per inviarle in Tirolo. Preoccupati soprattutto dell'esito dell'offensiva in Italia, i comandi austro-ungarici sottovalutarono i rapporti che arrivavano dal fronte orientale e non si aspettavano un'offensiva russa dopo il rovescio subito ad aprile dall'esercito dello zar sul Lago Narač. L'attacco russo si concentrò soprattutto contro il fronte tenuto dalle armate di Conrad, e quest'ultimo dovette interrompere l'offensiva in Italia per inviare truppe a est: otto divisioni e il quartier generale della 3ª Armata di Kövess.
Sebbene sia l'offensiva di Falkenhayn a Verdun sia quella tirolese di Conrad contribuirono alla pari a rilanciare le chance dei russi sul fronte orientale, fu quasi esclusivamente Conrad a essere oggetto di critiche, tanto che sia Francesco Giuseppe, sia l'arciduca Federico, capo nominale dell'Aok (Armeeoberkommando), avevano espresso molti dubbi sulla sua offensiva in Italia. Conrad ancora il 1º giugno rassicurò l'imperatore sulla tenuta del fronte orientale, ma quando poi le truppe di Brusilov misero in grossa difficoltà l'esercito austro-ungarico la dirigenza politica dell'Austria-Ungheria perse così tanto la fiducia in Conrad da giungere a fidarsi di più dei tedeschi. Il 18 luglio Paul von Hindenburg e l'Ober Ost assunsero il comando delle truppe austroungariche a nord di Leopoli, mentre all'arciduca Carlo I fu assegnato il comando delle truppe a sud di Leopoli, con a capo dello stato maggiore il generale tedesco Hans von Seeckt; compromesso che di fatto rendeva von Seeckt il vero capo del settore.
Conrad non poté opporsi all'umiliazione e, benché mantenesse la carica di capo di stato maggiore, non ebbe più voce in capitolo riguardo alle strategie imperiali, mentre l'esercito austro-ungarico si avviava a cessare di essere una potenza militare autonoma, con la Germania che assumeva sempre più il controllo delle forze alleate. Quando scattò la sesta offensiva italiana sull'Isonzo, la 5ª Armata di Borojević era dunque ridotta a un organico di sole otto divisioni, a fronte delle ventidue che Cadorna stava per lanciare all'attacco. Le dotazioni di artiglierie e mitragliatrici per gli austro-ungarici erano ai minimi termini, i materiali persi in giugno vennero ripristinati solo in dicembre.
Prima dell'offensiva italiana, per districarsi da un quadro strategico sempre più complicato, gli austro-ungarici decisero di compiere un'azione lungo l'Isonzo, dove dalle parti del San Michele la loro situazione era preoccupante. Vollero quindi migliorare la situazione delle truppe tra Vipacco e Bosco Cappuccio, e nel ricercare mezzi adatti per determinare un "effetto morale" tra gli avversari, decisero per l'utilizzo delle armi chimiche. L'attacco sul San Michele non ebbe successo e gli obbiettivi non vennero conquistati, ma l'azione ebbe importanti effetti morali sugli italiani, i quali registrarono forti perdite e migliaia di intossicati. Ai primi di luglio i Landsturm fermarono un'offensiva locale lanciata dal Regio Esercito nei pressi di Monfalcone, mentre in quei giorni il servizio informazioni austro-ungarico, l'Evidenzbureau, iniziò a registrare movimenti di truppe verso la zona di Gorizia. Una divisione di Schützen fu dislocata in riserva sul Carso, ma allo stesso tempo, per le enormi perdite dovute all'offensiva russa, si bloccò per la prima volta l'espansione numerica dell'esercito imperiale, e le forze in prima linea dell'esercito austro-ungarico scesero da 1 158 000 a 927 000, con ovvie conseguenze anche sugli effettivi disponibili sul fronte dell'Isonzo.
Gli efficienti servizi segreti di Borojević registrarono intensi movimenti ferroviari verso l'Isonzo, mentre gli addetti radio riferirono di un impressionante aumento di comunicazioni che indicavano l'approssimarsi di un'offensiva italiana. A dispetto di questi segnali Borojević e il suo stato maggiore credettero sì che l'esercito italiano stesse preparando un'offensiva a metà agosto, ma che Cadorna non fosse in grado di sferrare una grande offensiva e che si sarebbe limitato a una replica della breve e debole quinta battaglia dell'Isonzo. La 5ª Armata austro-ungarica versava in precarie condizioni: la campagna in Tirolo e l'attacco russo in Galizia avevano distolto importanti uomini e mezzi, tanto che a inizio agosto l'armata contava appena otto divisioni con solo 106/110 battaglioni, 584 cannoni e 333 mortai. Sulla carta le sue forze erano circa la metà di quelle schierate dagli italiani, ma a questi battaglioni si devono sottrarre quelli del XV Corpo in linea fra Tolmino e Plava, portando quindi il vantaggio numerico degli italiani vicino alle due volte e mezza; circa 80 battaglioni contro circa 200 a favore degli italiani. Nonostante questa disparità di forze, la 5ª Armata rappresentava ancora una forza imponente in possesso di posizioni eccellenti, ma scarseggiava di equipaggiamento, pezzi d'artiglieria, riserve di granate e soprattutto uomini, fattori che non avrebbero consentito all'armata di Borojevic di affrontare una battaglia prolungata.

### Operazioni sul Carso nel giugno 1916
Cessati definitivamente i combattimenti in Trentino, a cominciare dalla seconda settimana di giugno le ricognizioni italiane divennero più ampie e aggressive. La 3ª Armata sferrò un circoscritto ma potente attacco sul fianco meridionale del Carso, dove, dopo un pesante bombardamento, due divisioni italiane avanzarono di notte verso le trincee occupate dalla 106ª Divisione austro-ungarica sul monte Sei Busi. La battaglia si protrasse per tre giorni e si concluse con una vittoria simbolica degli austro-ungarici, che riuscirono a tenere le posizioni ma persero oltre 1400 uomini. Gli italiani ebbero perdite ancora superiori, ma ciò non impedì alla 3ª Armata di proseguire gli attacchi nella zona meridionale del Carso, dove i combattimenti, alla fine inconcludenti, si trascinarono fino alla prima settimana di luglio e costarono altre 4 700 perdite alla 106ª Divisione.

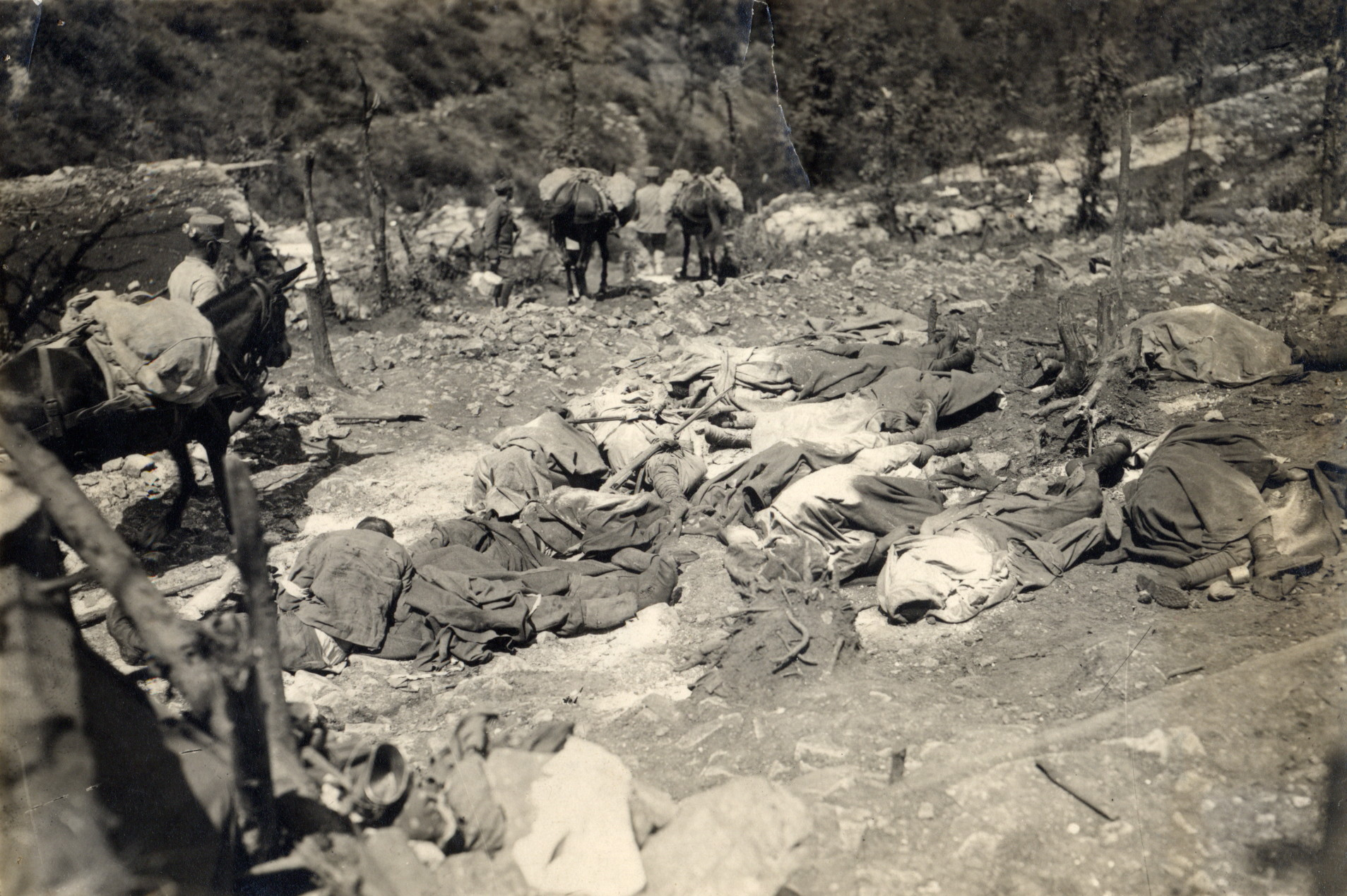
Caduti italiani dopo l'attacco austro-ungarico condotto con i gas sul monte San Michele.

Per cercare di uscire da un quadro strategico critico, gli austro-ungarici decisero di intraprendere alcune azioni lungo l'Isonzo, soprattutto nel preoccupante settore del monte San Michele. Borojević riteneva che le operazioni in Trentino avessero distolto l'attenzione degli italiani abbastanza da potere consentire al VII Corpo di recuperare alcune posizioni perse nelle battaglie precedenti, in particolare attorno al San Michele e a San Martino, nello specifico tra il Vipacco e Bosco Cappuccio, e a nord dell'abitato di San Martino. Queste posizioni erano una preoccupazione costante per la 5ª Armata di Borojević, che temeva potessero diventare delle basi avanzate che avrebbero permesso agli italiani di conquistare il San Michele; così Boroević ordinò un attacco a livello divisionale per riconquistare posizioni lungo il monte prima che Cadorna fosse in condizione di riprendere l'offensiva.
Sebbene si tratti di un attacco minore dal punto di vista delle forze impegnate, rimane nelle cronache come il primo con l'ausilio di armi chimiche effettuato sul fronte italiano. Contrariamente a quanto accadeva sul fronte occidentale, sul fronte dell'Isonzo il gas tossico non era ancora stato impiegato da nessuna delle due parti. Alle 5:15 del mattino del 29 giugno 1916 contro le posizioni italiane sul San Michele venne lanciato un attacco coi gas, il quale giunse inaspettato e colse di sorpresa le truppe italiane. Favorito dall'estrema vicinanza tra le due linee di trincee, che distavano anche meno di 50 metri, la nube giunse quasi immediatamente sulle posizioni italiane della 21ª e 22ª Divisione dell'XI Corpo d'Armata, le cui vedette non fecero in tempo a lanciare l'allarme. Molti soldati non ebbero neppure il tempo di indossare le maschere antigas, altri si ripararono nei ricoveri che ben presto divennero camere a gas mentre altri scesero dalle pendici del monte senza sapere che la nube sarebbe andata a ristagnare verso il basso. Le perdite subite nelle prime ore furono enormi, calcolate in circa 8 000 soldati, ma il seguente contrattacco dei superstiti riconquistò le posizioni perdute e causò 1500 perdite fra gli austroungarici. Per l'attacco vennero messe in posizione circa 6 000 bombole di cloro e fosgene; la nube dopo circa un'ora scivolò dalle pendici del San Michele, superò l'Isonzo raggiungendo Sdraussina e i sobborghi di Gradisca. I prigionieri italiani raccontarono che l'attacco col gas non era affatto atteso e che molti di essi, soprattutto nelle linee arretrate, non avevano neppure le maschere antigas in dotazione, mentre molte di quelle in dotazione erano di vecchio tipo e poco funzionali. L'attacco austro-ungarico fallì per la rapida reazione italiana, per il tempestivo intervento dell'artiglieria e per la resistenza nelle trincee sommerse dai gas dove molti italiani continuarono a combattere. Anche la relazione austro-ungarica, pur accennando ai notevoli effetti morali dell'attacco, riconobbe che molti italiani combatterono «ancora a lungo» prima di morire a causa del gas.
L'utilizzo dell'arma chimica, e la visione di migliaia di commilitoni agonizzanti, fornì ai reparti italiani una motivazione particolare negli scontri successivi. Dopo l'attacco con i gas i soldati dell'esercito austro-ungarico che volevano darsi prigionieri dovettero farlo in gruppi consistenti, altrimenti venivano immediatamente passati per le armi.

## Il piano di battaglia

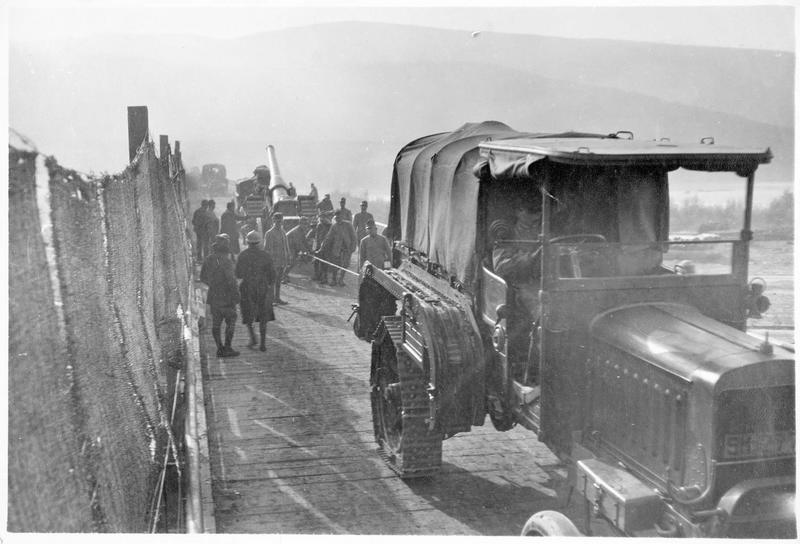
Traino di un pezzo d'artiglieria italiano sul Carso.

Il 27 giugno 1916 il comando della 3ª Armata del Duca d'Aosta espose al Comando Supremo un progetto d'attacco che prevedeva un'azione principale con obiettivo il monte Sabotino, le alture di Oslavia e la sponda destra dell'Isonzo; un'azione secondaria dal Grafenberg al monte Calvario (Podgora in sloveno), con un'azione di collegamento tra Oslavia e il Grafenberg; infine delle azioni secondarie a Plava e sul San Michele. L'attacco delle fanterie sarebbe stato preceduto da una violenta azione d'artiglieria e bombarde nelle zone d'irruzione prestabilite, con cui aprire i varchi necessari alla fanteria e sconvolgere le prime linee nemiche. Il 9 luglio il Comando Supremo incluse al piano un'azione dimostrativa da eseguire sull'ala destra con il VII Corpo due giorni prima di quella principale, infine stabilì il 6 agosto come data per l'inizio di quest'ultima.
Il piano d'attacco venne quindi così suddiviso:
- Azione principale del VI Corpo di Luigi Capello, sull'ala sinistra della 3ª Armata, verso la testa di ponte di Gorizia.
- Azione secondaria dell'XI Corpo di Giorgio Cigliana nel settore centro-sinistra, verso la linea San Michele-San Martino.
- Azione dimostrativa del VII Corpo di Vincenzo Garioni lungo l'ala destra verso il settore di Monfalcone, da effettuarsi il 4 agosto, ossia due giorni prima dell'attacco principale.
- Azione dimostrativa con utilizzo di artiglieria condotta dalla 2ª Armata[46].

Il VI Corpo di Capello era l'unità più importante numericamente, con quattro divisioni in prima linea e due in seconda schierate tra il Sabotino e Lucinico, di fronte a Gorizia; l'XI era composto da due divisioni più una di riserva schierate tra il San Michele e San Martino del Carso; il VII Corpo copriva il Carso meridionale con due divisioni di fanteria, una di cavalleria appiedata e pochi battaglioni di riserva, mentre il XIII Corpo di Giuseppe Ciancio fu messo a copertura del Carso centrale. Furono posizionati in riserva l'VIII Corpo di Ruggeri Laderchi con una divisione, il XXVI Corpo di Alberto Cavaciocchi con due divisioni, e infine la 49ª Divisione. Ovviamente il maggior addensamento di uomini e mezzi si ebbe sul fronte del VI Corpo con la presenza di ben 74 battaglioni, 54 pezzi di grosso calibro, 244 di medio calibro e 305 di piccolo calibro, ma il grosso delle forze di riserva erano orientate verso l'XI Corpo, a prova di come i comandi d'armata tennero in considerazione che l'azione secondaria sarebbe potuta diventare in un secondo tempo l'azione principale in base a come si sarebbero svolti gli eventi.
Di fronte alla 3ª Armata italiana era dunque schierata la 5ª Armata di Svetozar Borojević von Bojna, composta dal XVI Corpo del generale Wenzel von Wurm con due divisioni dislocate fra Plava e il Vipacco; il VII Corpo dell'arciduca Giuseppe forte di due divisioni, e il Gruppo Schenk con circa due divisioni tra Vipacco e Duino. La riserva era costituita dalla 23ª Divisione di fanteria, però ridotta ad una sola brigata.

## Svolgimento delle operazioni

### Prima fase: 4-9 agosto 1916

#### Prime azioni diversive
Nel pomeriggio del 4 agosto il VII Corpo diede inizio all'attacco dimostrativo avanzando verso l'altura di monte Cosici (Cosich) e le quote 121 e 85 sovrastanti Monfalcone sul basso Isonzo. La risposta nemica fu intensa e le perdite ingenti, tanto che gli italiani dovettero retrocedere alle linee di partenza e limitare gli attacchi nei giorni 5 e 6 a sole azioni di artiglieria e simulazioni di attacchi per provocare spostamenti delle truppe di riserva avversarie, cosa che riuscì solo in minima parte. Difatti alla sera del 5 agosto il comando della 58ª Divisione austro-ungarica riferì che la situazione non era preoccupante.

#### L'attacco al monte Calvario e al Sabotino
Alle ore 7:00 del 6 agosto le artiglierie e le bombarde del VI e dell'XI Corpo aprirono il fuoco per dare inizio all'assalto principale, fuoco che si protrasse fino alle ore 16:00 circa. Diversamente da quanto accadde durante l'attacco del 4 agosto, quello del 6 fu più poderoso e creò importanti devastazioni sulle prime linee nemiche e soprattutto nelle seconde linee, tanto che, per la prima volta, gli austro-ungarici furono impossibilitati a muovere i rinforzi in quanto le normali trincee di avvicinamento era state distrutte e le truppe di rinforzo si trovarono spesso allo scoperto. In tutto ciò le artiglierie a lunga gittata disorganizzarono le retrovie e le linee di comunicazione austro-ungariche in modo grave. 

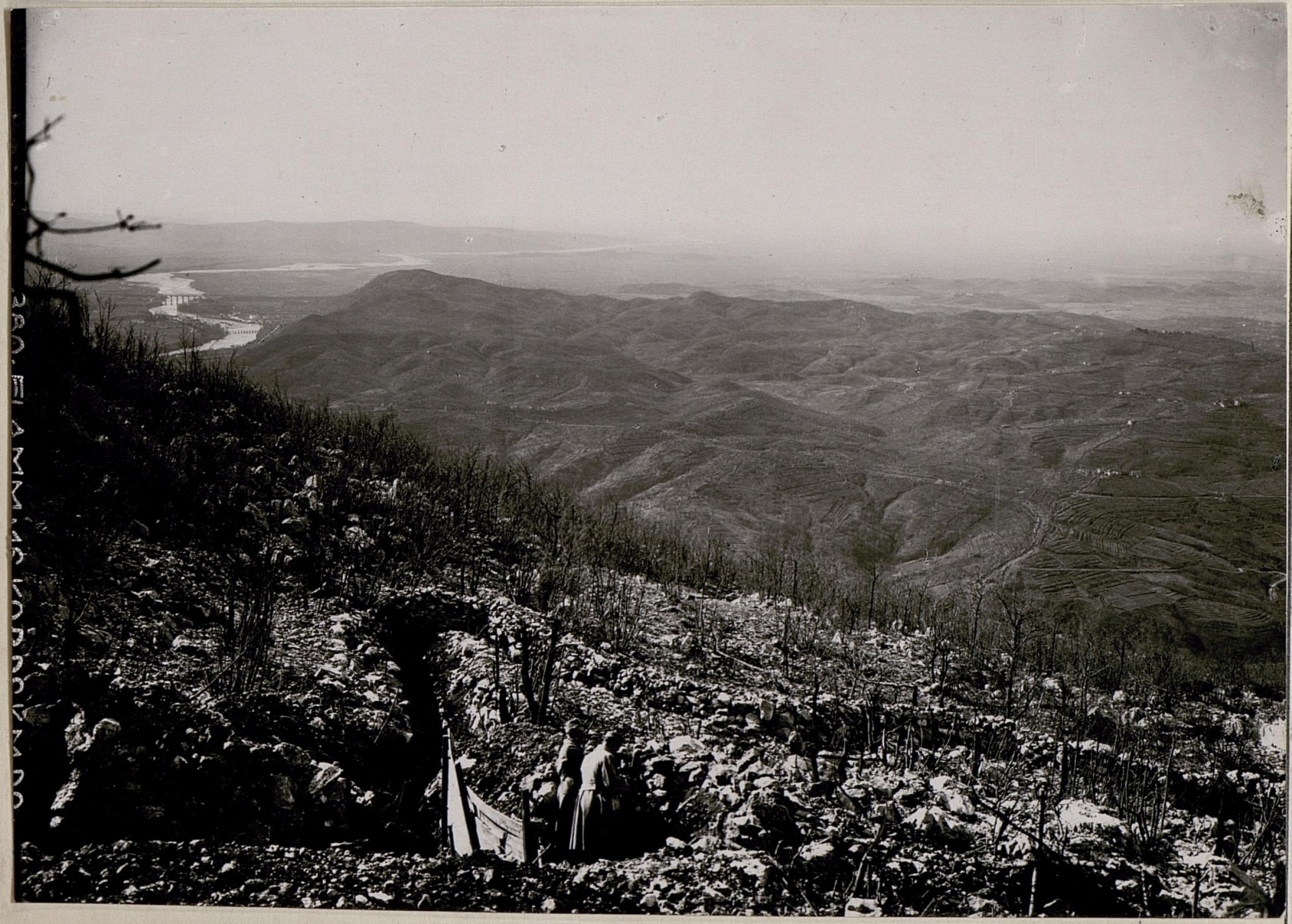
Trincee austro-ungariche sul Sabotino, e sullo sfondo il Calvario e l'Isonzo.

L'attacco italiano non aveva quindi solo sconquassato le trincee di prima linea, ma aveva disorganizzato anche le retrovie austro-ungariche, interrompendo le linee di comunicazione e diminuendo l'efficacia difensiva del nemico. I risultati furono immediati, tanto che i soldati della 45ª Divisione del generale Giuseppe Venturi conquistarono in meno di un'ora il monte Sabotino tenuto dai veterani dalmati del 37º Reggimento fucilieri della 58ª Divisione. Per la conquista dell'obiettivo furono costituite tre colonne: muovendo da nord la prima colonna dell'allora colonnello Pietro Badoglio puntò direttamente alla conquista della vetta, le altre due colonne avrebbero proseguito verso l'Isonzo, con la seconda del generale Gagliani che si sarebbe occupata del medio Sabotino, mentre la terza del maggiore Boetti avrebbe puntato lungo il basso Sabotino. Dopo quasi quindici mesi di tentativi, il Sabotino cadde in mano italiana, e Badoglio dopo aver comunicato la conquista della vetta iniziò immediatamente i lavori di rafforzamento delle posizioni in attesa del contrattacco austro-ungarico, eliminando nel frattempo qualsiasi resistenza residua.

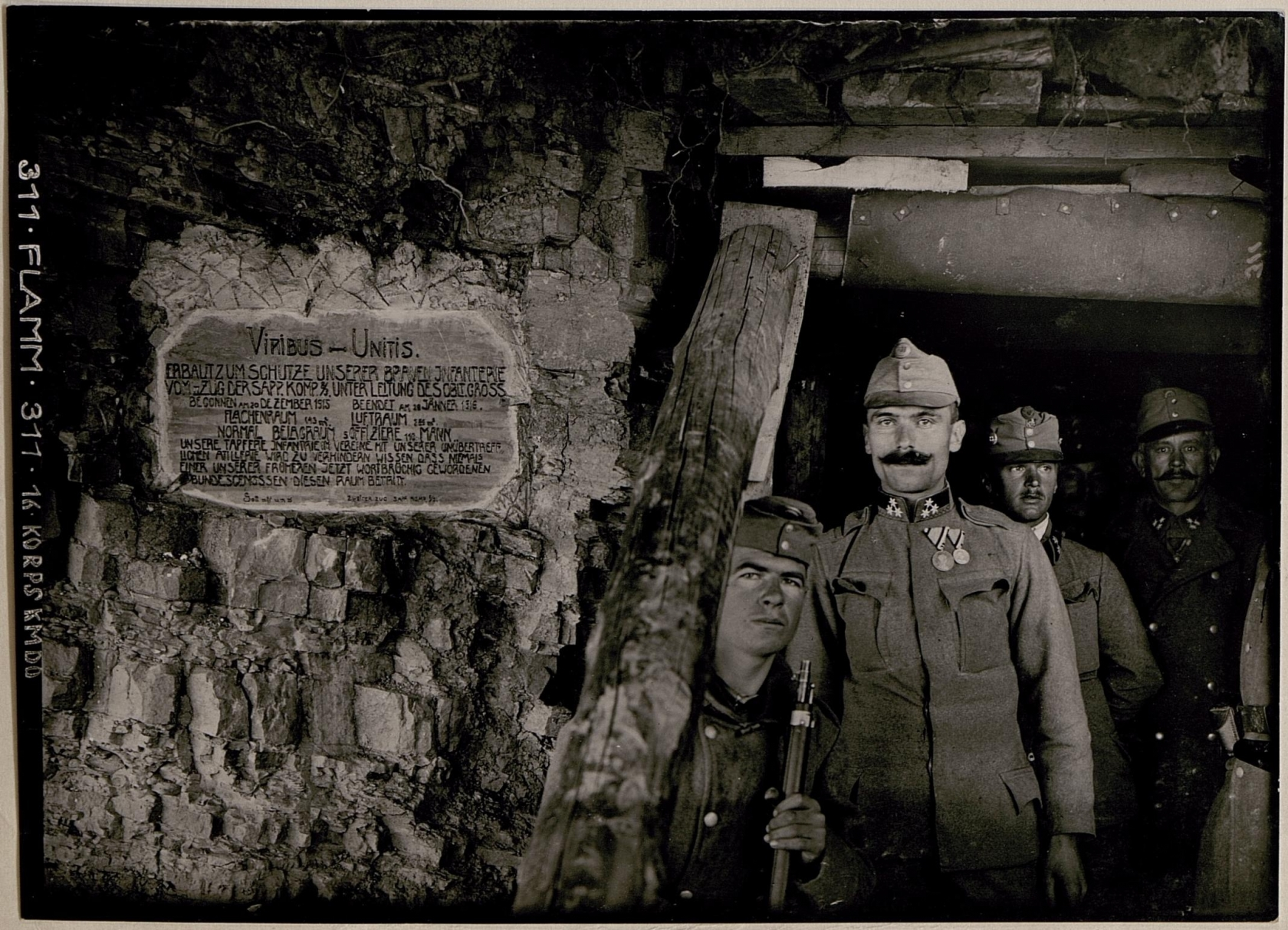
Soldati austro-ungarici in posa all'ingresso di una postazione in caverna sul Podgora (monte Calvario).

La conquista del Sabotino divenne il punto di partenza della sfolgorante carriera di Badoglio e fu, fino a quel momento, il più importante trionfo italiano della guerra.
A favorire gli italiani fu anche l'effetto sorpresa: nei mesi precedenti era stato effettuato un ottimo lavoro di disinformazione e occultamento dei preparativi e, assieme a un costante lavoro di scavo, si riuscì a costruire dei camminamenti che arrivarono a pochi metri dalle linee nemiche, consentendo ai fanti italiani di avvicinarsi più del solito alle trincee austro-ungariche, così che al termine del bombardamento il balzo in avanti fu relativamente breve.
Nel mentre i reparti di Gagliani raggiunsero intorno alle 18:00 l'abitato di San Mauro e mezz'ora più tardi tentarono di varcare l'Isonzo nei pressi del ponte ferroviario di Salcano, venendo però respinti dal fuoco proveniente dalla sponda opposta. I rincalzi nel frattempo occuparono la località San Valentino situata sullo sperone meridionale del Sabotino. La colonna di Boetti invece fu rallentata dalla difesa austro-ungarica in Val Peumica, e per questo venne progettato un nuovo attacco affidato al colonnello brigadiere Emilio De Bono, anche con l'intento di agevolare la 24ª Divisione operante sull'ala destra della 45ª.
Mentre cadeva il Sabotino, il resto del VI Corpo di Capello si lanciò all'attacco delle posizioni austro-ungariche ad Oslavia e sul monte Calvario. La 24ª Divisione infatti, impegnata in Val Peumica e a quota 133 a sud di Oslavia con l'intento di arrivare all'Isonzo, riuscì in serata a portarsi sulla linea quota 188/Dosso del Bosniaco/ruderi di Oslavia, rimanendo temporaneamente bloccata dall'avversario.
Più a sud l'11ª Divisione avanzò lungo le fiancate del Vallone dell'Acqua; ma su quella di sinistra la brigata Treviso non trovò sbocchi per avanzare e rimase bloccata dalla reazione avversaria, mentre nell'altro versante la brigata Cuneo arrivò con due battaglioni sulla riva dell'Isonzo portando alcune pattuglie sulla riva opposta, senza però formare una testa di ponte a causa della reazione avversaria. 
La 12ª Divisione del generale Marazzi attaccò in direzione monte Calvario: quest'ultimo e i ponti di Lucinico costituivano il suo primo obiettivo. La brigata Casale si attestò sul crinale del monte e riuscì a conquistare il Calvario iniziando peraltro a scendere dal versante opposto, e nel contempo la brigata Pavia, sulla destra, riuscì ad avanzare fino alla piana di Lucinico approssimandosi ai ponti sull'Isonzo.
Seppur senza aver stabilito una testa di ponte, il VI Corpo era riuscito ad espugnare uno dei capisaldi della difesa di Gorizia, il monte Sabotino, e intaccato le difese del Calvario, mentre più a sud aveva raggiunto il fiume creando buone posizioni di partenza per il giorno seguente. Di fatto in poche ore la divisione di Zeidler aveva perso la battaglia per le alture sulla sponda ovest dell'Isonzo, mettendo a repentaglio Gorizia.
Il generale Borojević, in serata, dovette rendersi conto che quello che inizialmente credeva fosse un attacco limitato era in realtà un attacco concentrato e deciso contro Gorizia e i capisaldi a difesa della città. Le prime contromisure furono dirette a salvaguardare la 58ª Divisione che teneva dislocati sette battaglioni a difesa di Gorizia. I contrattacchi contro il Sabotino e nel settore di Oslavia non ottennero alcun risultato, e il possesso della sommità del Podgora e delle posizioni del Grafenberg e Peuma sovrastanti lo sfocio nell'Isonzo del Vallone dell'Acqua erano ormai sul punto di cadere. In questa prospettiva Cadorna stabilì che appena ci si fosse impadroniti dei ponti sull'Isonzo e si fossero stabilite piccole teste di ponte, l'impegno principale sarebbe stato in direzione monte Santo e monte San Gabriele. Questa azione sarebbe però stata affidata alla 2ª Armata alla quale nel frattempo sarebbe stato restituito il VI Corpo e rinforzato il II Corpo.
Parallelamente Borojević raccomandò di mantenere le posizioni con quanta più energia possibile, ma allo stesso tempo di ripiegare se le perdite fossero diventate troppo elevate. In tal caso si sarebbe ripiegato sulla riva sinistra dell'Isonzo distruggendo tutti i ponti meno quello di Salcano. Ogni decisione comunque sarebbe stata lasciata al generale della 58ª Divisione Zeidler, rientrato nottetempo al comando dopo un breve congedo. Alle ore 01:30 dell'8 agosto, dopo un ultimo e velleitario contrattacco sul Calvario, Zeidler emanò l'ordine di sgomberare la testa di ponte e di ripiegare sulla riva sinistra. Verso mezzogiorno il Calvario era ormai in mano italiana, e la Brigata Casale poté quindi dirigersi verso le sponde dell'Isonzo. A questo punto gli italiani si aspettarono una resistenza caparbia per impedire l'ingresso a Gorizia, e in tal proposito venne inserita la 43ª Divisione tra la 45ª e la 24ª a dar manforte alle truppe che combattevano già da due giorni.

#### L'attacco al San Michele
Gli austro-ungarici nel frattempo subirono un altro poderoso attacco sul versante settentrionale del Carso. Alle 07:00 del 6 agosto più di duecento batterie italiane aprirono il fuoco contro l'altopiano di Doberdò, e a mezzogiorno circa il tiro si concentrò sul monte San Michele fino alle ore 16:00 circa. Dopo nove ore di bombardamento la 22ª Divisione dell'XI Corpo d'armata di Cigliana iniziò a muoversi verso il San Michele presidiato dall'81ª Brigata Honvéd, formata da cinque battaglioni magiari che occupavano ottime posizioni difensive e conoscevano perfettamente il terreno. Eppure come accadde per il Sabotino, la tenacia dei difensori non bastò: l'azione di fuoco e la superiorità numerica della 22ª Divisione italiana permise agli attaccanti di occupare la vetta.

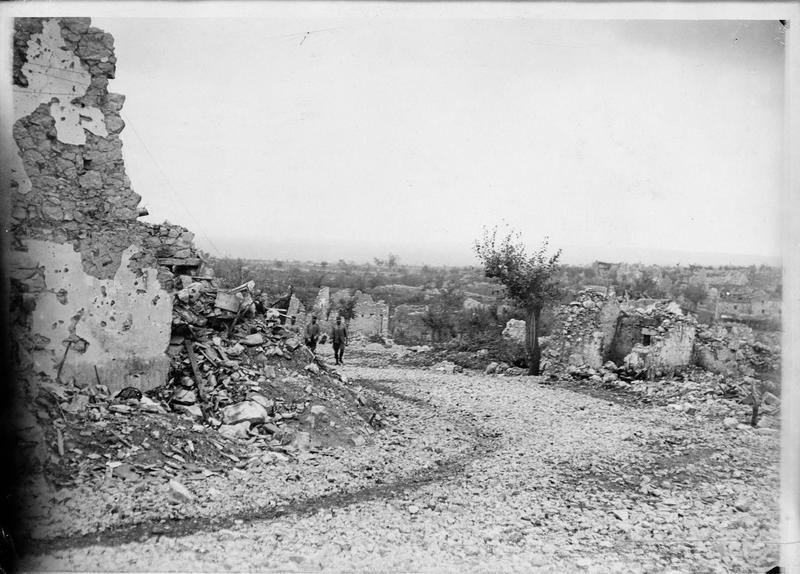
L'abitato di San Martino del Carso nell'ottobre 1916.

Alle 16:45 circa la Brigata Catanzaro occupò Cima 1 e alle 17:30 salì anche su Cima 2, mentre altre pattuglie si spinsero fino a località Cotici nei pressi di San Martino del Carso. Contemporaneamente la brigata Brescia conquistò l'intera linea nemica a Cima 3 e Cima 4, mentre sul versante di San Martino la brigata Ferrara riuscì portarsi sul rovescio di Cima 4. Fu un successo folgorante, soprattutto a causa della sinistra nomea che la vetta aveva assunto dopo le decine di infruttuosi assalti dei mesi precedenti.
Con la conquista della vetta, Gorizia venne circondata a nord e a sud da vette ora occupate dagli italiani, facendo presagire una rapida conquista della città, mentre le truppe austro-ungariche ripiegarono verso est.
Il comando del VII Corpo dell'arciduca Giuseppe comprese che la situazione stava volgendo al peggio, e, in accordo con Zeidler, venne deciso un contrattacco con le poche risorse che aveva a disposizione; appena sei battaglioni della 17ª e della 20ª Divisione, tutto ciò che poteva essere distolto dagli altri settori della linea. All'alba del 7 agosto questi battaglioni vennero lanciati all'assalto del San Michele e impegnarono gli italiani fino alla sera, ma la 5ª Armata non disponeva di rinforzi e così, esauritasi la spinta iniziale, gli assalitori furono costretti a fermarsi e ripiegare alle linee di partenza.
La sera dell'8 agosto Borojević dispose l'abbandono di buona parte del Carso isontino, per allineare il VII Corpo all'arretramento già in atto del XVI Corpo nel settore di Gorizia. L'arciduca Giuseppe ottenne che durante la notte sarebbe ripiegata prima l'artiglieria e la notte successiva la fanteria, in modo da salvaguardare il materiale e attestarsi più saldamente sulla linea Debeli-Crni Hrib (Colle Nero). Al calar del sole il VII Corpo iniziò la ritirata abbandonando le posizioni tenute strenuamente per oltre un anno: San Martino, Quota 197, monte Sei Busi e quota 121. Ogni reparto lasciò fucilieri e cecchini in retroguardia per costringere gli italiani ad abbassare le teste mentre il grosso delle truppe ripiegava in silenzio. All'alba del giorno dopo il VII Corpo aveva ristabilito le proprie posizioni sulla seconda linea, traendo in inganno gli italiani che non si accorsero subito della ritirata.

#### L'entrata a Gorizia
Intorno alle 08:00 dell'8 agosto Capello ricevette la notizia che gli austro-ungarici in ritirata avevano fatto saltare i ponti di Lucinico durante la notte; ciò gli diede la conferma della crisi che stavano passando i difensori, per cui decise di dare nuovo ed energico impulso alle operazioni.
Dopo la presa del Calvario e del Sabotino, e dopo aver respinto gli ultimi contrattacchi sul San Michele, gli italiani si concentrarono sul creare delle teste di ponte oltre l'Isonzo, prima con la Brigata Casale poi con la Pavia. A sud di Lucinico vennero creati ponti di barche sui quali durante la notte tra l'8 e il 9 agosto transitarono due battaglioni di bersaglieri ciclisti. La necessità di sfruttare il successo indusse Capello a creare una brigata mista di cavalleria per inseguire il nemico che si pensava fosse in rotta, ma che in realtà si stava ritirando ordinatamente su nuove linee difensive.
Borojević, consapevole della spossatezza delle sue truppe, aveva infatti ordinato al XVI Corpo di ritirare i resti della 58ª Divisione sulla seconda linea difensiva a est di Gorizia, cioè dal San Gabriele al Vipacco, e - come detto - anche al VII Corpo fu ordinato di effettuare una ritirata ordinata a est del Vallone di Doberdò.

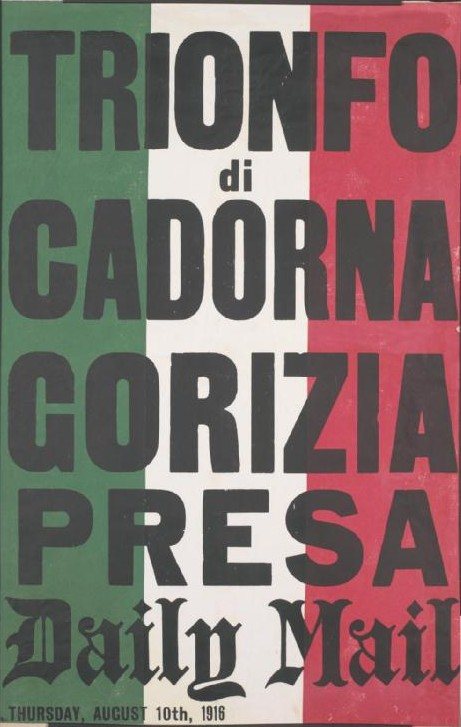
Poster del Daily Mail che celebra la conquista di Gorizia.

Il ripiegamento, favorito dall'oscurità, fu ordinato, e piccole unità di mitraglieri coprirono la ritirata tenendo occupate le truppe italiane. Prima dell'alba, la 58ª Divisione ultimò la sua ritirata su Gorizia, lasciando sulla riva occidentale del fiume, vicino a Salcano, soltanto un piccolo distaccamento del 37° Reggimento fucilieri, pronto a bloccare il ponte ferroviario. Tutti gli altri ponti sull'Isonzo erano stati fatti saltare dai genieri del IX Battaglione zappatori. La 58ª Divisione, dopo più di quattordici mesi, aveva ceduto agli italiani la riva ovest dell'Isonzo. Il prezzo pagato dai difensori fu elevatissimo: dei 18 000 soldati che Zeidler aveva in forza la mattina del 6 agosto, appena 5 000 raggiunsero Gorizia meno di quarantott'ore dopo. I pochi croati e serbi che erano scampati al massacro avrebbero ora dovuto difendere Gorizia dall'avanzata del VI Corpo di Capello.
Borojević voleva tenere Gorizia non tanto per ragioni militari, quanto politiche. La perdita della città avrebbe causato un pesante contraccolpo psicologico in patria e dato agli italiani una vittoria significativa, in quanto sarebbe stata la prima città asburgica sulla quale sarebbe sventolato il tricolore italiano. Borojević ordinò con insistenza di tentare, per quanto possibile, di tenere a bada gli italiani sui margini dell'Isonzo, ma l'operazione falli quasi immediatamente. Nella tarda mattinata dell'8 agosto, un battaglione della 12ª Divisione di Capello guadò l'Isonzo praticamente senza incontrare resistenza, e in pochi minuti i fanti raggiunsero la periferia della città e vi entrarono.
Alle 17:35 del 9 agosto il Duca d'Aosta telegrafò infatti a Cadorna comunicandogli che il primo reparto ad entrare a Gorizia era stato una pattuglia del 28º reggimento fanteria della Pavia alle ore 10:00 circa dell'8 agosto; questi soldati, guidati dal sottotenente Aurelio Baruzzi, riuscirono ad attraversare l'Isonzo nei pressi di Lucinico, a raggiungere la stazione ferroviaria e a innalzarvi la bandiera italiana. Fu tuttavia l'11º fanteria Casale il primo reparto organico a occupare la periferia di Gorizia alle 14:30 del 9. In definitiva risultò che i fanti più veloci ad aver raggiunto le prime case di Gorizia appartenevano alla 12ª Divisione, cioè alle brigate Casale e Pavia, mentre poco dopo fu una brigata di cavalleria a entrare nel centro cittadino.
Le avanguardie italiane durante la notte tra l'8 e il 9 incontrarono solo qualche sparuta resistenza durante i primi tentativi di entrare in città; gli italiani si preparavano a superare l'Isonzo in forze perché convinti di dover affrontare una dura resistenza, mentre gli austro-ungarici al contrario non avevano più né uomini né mezzi per contrastarli. Zeidler non disponeva più di riserve e non aveva nemmeno munizioni per la sua artiglieria, così durante la notte informò Borojevic che non aveva altra scelta se non ripiegare con i resti della sua divisione nella seconda linea difensiva. Alle 23:00 circa questi ordinò un ripiegamento e le sue truppe iniziarono a prendere posizione sulla nuova linea difensiva, sul monte San Gabriele. All'alba del 9 agosto, a Gorizia non vi era più nessun soldato austro-ungarico a difesa della città.
Mentre gli austro-ungarici si ritiravano verso le seconde linee, Capello, resosi lentamente conto assieme all'Alto comando che Gorizia era in realtà sguarnita, pensò di sfruttare il successo lanciando le sue truppe all'inseguimento, per sferrare il colpo decisivo alla 58ª Divisione, ma le intenzioni di Cadorna furono diverse. Come scrisse lo storico John R. Schindler: «Di fronte alla rapida vittoria delle sue armate davanti a Gorizia e sul San Michele, egli sembrava a corto di idee. Abituato alle sfiancanti battaglie di logoramento, trovandosi di fronte al successo ed alla possibilità di spingersi ancora più avanti, Cadorna non riuscì a cogliere l'opportunità di sfruttare il momento favorevole. La sua visione strategica non si estendeva ancora oltre la riva est dell'Isonzo. Un immediato assalto diretto oltre Gorizia avrebbe costituito un semplice attraversamento - un centinaio di battaglioni italiani avrebbero incontrato la resistenza di appena tredici deboli battaglioni austriaci. Eppure, nel momento stesso in cui Capello avrebbe potuto superare la debole linea austriaca di Gorizia, Cadorna comunicò che egli "nutriva dei seri dubbi in merito al successo dell'attacco"».
Per tutta la giornata del 9 truppe italiane furono impegnate soprattutto a superare l'Isonzo in forze su passerelle e ponti di barche costruiti nottetempo; la 45ª Divisione con tre brigate fra Salcano e la stazione ferroviaria di Borgo Carinzia (con l'obiettivo di avanzare verso il monte San Gabriele e non su Gorizia), la 43ª Divisione con la brigata Etna che raggiunse Castagnevizza, la 24ª Divisione portatasi nei pressi della ferrovia Gorizia-Tolmino. La 48ª Divisione del VIII Corpo si inserì frattanto nel dispositivo italiano e inviò oltre l'Isonzo le brigate Taranto e Avellino, che attraversata Gorizia si stabilirono in località Borgo San Rocco, con l'intento di procedere verso il monte San Marco dove però trovarono una vivace resistenza e furono fermate.
La 12ª Divisione, con le brigate Pavia e Casale alle quali fu aggiunta la brigata Genova di riserva, in quel momento si trovava fra il limite meridionale di Gorizia e il borgo di San Andrea; qui lasciò il posto all'11ª Divisione per riprendere l'avanzata verso la linea pendici ovest del San Marco-Vertoiba di Sopra-Ciprijanisce, linea che raggiunsero alle 22:00 e lungo la quale dovettero fermarsi per riprendere fiato.

### Seconda fase: 10-17 agosto 1916
Il generale Capello confidava nel poter avanzare oltre Gorizia e continuare l'inseguimento delle truppe austro-ungariche nelle campagne retrostanti, ma Cadorna lo fermò. Il capo di Stato Maggiore mise Capello al comando del "Gruppo Gorizia", creato dall'unione del VI e VIII Corpo, e ordinò al contempo al II Corpo di mettersi a protezione del fianco nord di Capello, così da poter quindi procedere all'avanzata generale. L'offensiva dovette quindi affrontare prima una riorganizzazione delle forze e successivamente aspettare l'arrivo dei rifornimenti. Ciò portò alla perdita di un'intera giornata in cui le truppe di Zeidler poterono ricomporsi e trincerarsi nelle seconde linee dietro Gorizia, che andavano dal monte Santo di Gorizia a nord al monte Ermada a sud, passando per le vette del San Gabriele e del Dosso Faiti.

#### Tentativi di sfondamento a nord-est di Gorizia
Al mattino del 10 agosto ebbe quindi inizio la seconda fase della battaglia in cui, negli intendimenti di Cadorna, si sarebbe dovuto procedere alla conquista della alture a est di Gorizia grazie alle cospicue forze che avevano ormai superato l'Isonzo. Nel frattempo il generale Borojević segnalò al suo Comando supremo la necessità di almeno tre divisioni, mentre il XVI Corpo si stava rafforzando con l'arrivo di limitati ma validi rinforzi che diedero il loro importante contributo contro i primi attacchi italiani sulla linea monte Santo-monte San Gabriele-monte San Marco. Durante la giornata le fanterie del VI e VIII Corpo iniziarono gli attacchi contro le nuove difese avversarie, senza però poter contare del tutto sulle artiglierie che si stavano ancora muovendo in avanti. Nonostante ciò nella mattinata del 10 agosto il Duca d'Aosta entrò a Gorizia alla testa della 3ª Armata, presenziando all'alzabandiera e nominando il maggiore Giovanni Sestilli quale commissario di Gorizia, che per prima cosa dovette occuparsi di sfamare i circa 3 000 cittadini goriziani rimasti in città.

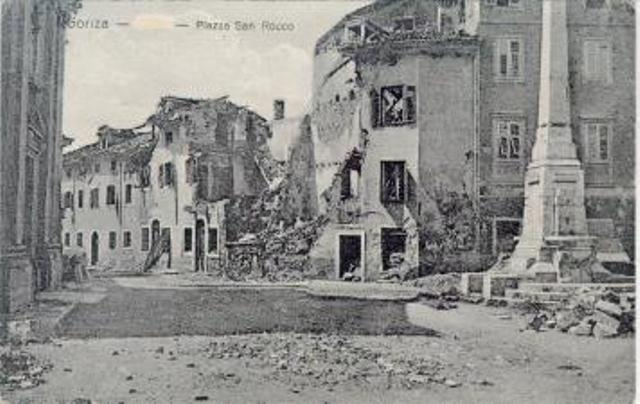
Piazza San Rocco a Gorizia, distrutta dai bombardamenti.

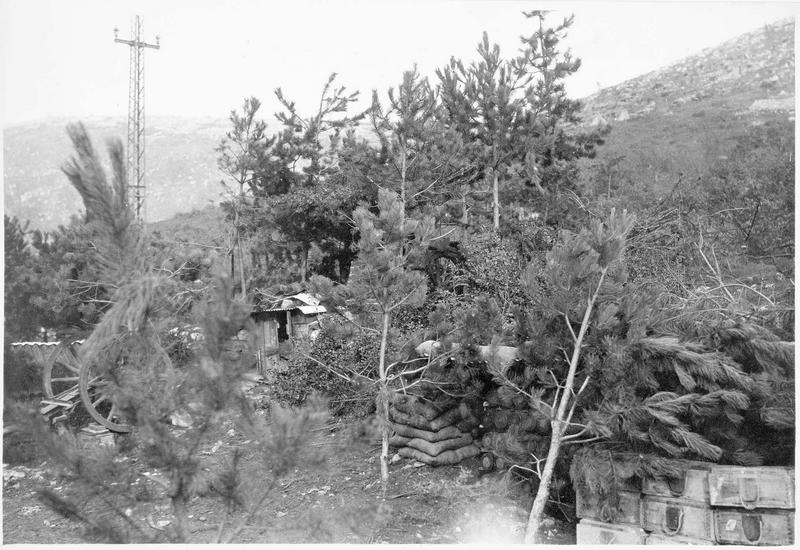
Pezzo d'artiglieria italiano mascherato sul fronte di Gorizia.

Il giorno seguente il "Gruppo Gorizia" (ora ritornato sotto la giurisdizione della 2ª Armata di Piacentini) tentò con più convinzione di respingere la 58ª Divisione dalle sue posizioni. Poco prima dell'alba dell'11 agosto la 45ª Divisione di Venturi sferrò un attacco su Santa Caterina, una collina di 305 metri di altezza localizzata a ridosso di Salcano. I difensori, le truppe del 37° fucilieri, avevano fortificato la posizione con sacchetti di terra, filo spinato e scudi di acciaio. Dopo un breve fuoco di preparazione, la fanteria italiana si lanciò all'assalto dal versante occidentale e da quello meridionale, ma venne respinta, così come anche i successivi attacchi.
L'11 agosto gli italiani svolsero sul Carso una scarsa attività bellica. L'artiglieria del duca d'Aosta bombardò solo sporadicamente le difese austro-ungariche ma la sua fanteria rimase fuori dai combattimenti, mentre gli avversari continuarono il rafforzamento delle loro posizioni. La 3ª Armata necessitava di tempo per spingere le sue truppe e le colonne dei rifornimenti avanti di cinque chilometri, per portarle in prossimità della seconda linea difensiva austriaca. I fanti italiani nel frattempo poterono marciare attraverso gli abitati del Carso, San Martino e Doberdò, località che per più di un anno erano state assaltate senza successo.
Quella stessa sera Borojević esaminò la situazione, constatando che la 5ª Armata si stava rinforzando ed era riuscita a ripiegare sulla nuova linea difensiva dove si sarebbe preparata ad affrontare un nuovo periodo di combattimenti contro le armate italiane. In serata Borojević telegrafò all'Alto Comando per informarlo che il peggio era ormai passato. La crisi era stata superata, il fronte era stato ripristinato, e Trieste non era più in pericolo come si temeva in un primo momento. Ora toccava a Cadorna aprire una breccia nelle nuove difese austriache, forti quanto quelle che avevano per più di un anno frustrato i tentativi di sfondamento italiani davanti a Gorizia e sul Carso occidentale. La prospettiva di una vittoria strategica italiana si era dissolta.
La giornata del 12 ebbe inizio con attacchi condotti dal "Gruppo Gorizia". Capello era ansioso di realizzare lo sfondamento che aveva mancato il giorno prima. Egli spinse in avanti le sue sette divisioni, in direzione dei trinceramenti di Zeidler; l'assalto principale fu affidato al XXVI Corpo, arrivato di recente, che doveva operare nel settore centrale. Obiettivo designato era la conquista di quota 171 e di quota 174, poco più ad est di Gorizia. Le due quote, presidiate dagli stanchi battaglioni della milizia territoriale austriaca appartenenti alla 121ª Brigata, furono attaccati alle 03:45 dalla 43ª e dalla 48ª Divisione. Il duro scontro si protrasse per più di dodici ore. Gli italiani riuscirono a impadronirsi di quota 174, ma la persero poco dopo, e all'alba entrambe le quote erano ancora in mano della 58ª Divisione.
Per avanzare oltre la città le divisioni di Capello tentarono ora di conquistare i 646 metri del San Gabriele, una montagna irta e boscosa. Lo scontro avvenne il 12 agosto, con un nulla di fatto. La 45ª Divisione non registrò alcun progresso significativo né sul Santa Caterina né sul San Gabriele, per la tenace difesa dell'8ª Brigata da montagna, formata da truppe fresche di recente arrivate dal Tirolo.
Quel giorno fu la 3ª Armata a ottenere risultati migliori contro il perno delle difese austro-ungariche nel Carso settentrionale, il Nad Logem, circa tre chilometri dietro il San Michele. L'XI Corpo di Cigliana concentrò su questo punto i suoi sforzi, iniziando un intenso fuoco di artiglieria. Dopo violenti scontri corpo a corpo iniziati a mezzogiorno, gli italiani in serata si impossessarono della cima del Nad Logem, ma le perdite furono elevate e i superstiti erano troppo spossati per continuare l'avanzata, così gli austro-ungarici poterono ristabilire le loro posizioni poco oltre in attesa di nuovi attacchi, che si verificarono al mattino del 13 agosto. Con la 23ª Divisione, la 3ª Armata del Duca d'Aosta riprese gli attacchi contro la 17ª Divisione arrivata nottetempo sul Nad Logem; gli attacchi furono duri e le perdite furono alte, ma gli italiani non riuscirono a sfondare.
Cadorna, resosi conto che l'esercito avanzava con estrema lentezza, sollecitò Piacentini e il Duca d'Aosta perché smuovessero le truppe, ordinando per il 14 agosto un'offensiva congiunta di vaste proporzioni. La 2ª e la 3ª Armata avrebbero sferrato una poderosa spallata alla linea difensiva austro-ungarica da Plava al Carso centrale, un potente tentativo finale su un ampio fronte da effettuarsi prima che la stanchezza delle truppe creasse uno stallo definitivo. L'offensiva ebbe inizio prima dell'alba, con un fuoco di preparazione diretto contro le alture a nord di Gorizia, e poco dopo il sorgere del sole i fanti del VI Corpo iniziarono ad avanzare verso il Santa Caterina e il vicino San Gabriele. Gli uomini della 45ª e della 24ª Divisione avanzarono sotto i colpi dei reparti dell'8ª Brigata da montagna austro-ungarica, posizionata circa trecento metri più in alto. Il primo attacco falli, ma fu presto seguito da una seconda ondata che riuscì a superare alcune delle trincee austro-ungariche a quota più bassa, dove però alcuni battaglioni magiari e ucraini mandati a rinforzo respinsero gli attacchi italiani. All'alba del giorno seguente gli attaccanti si ritrovarono sulle stesse posizioni di partenza. Seguirono ulteriori attacchi contro Zagora, quota 383 e quota 171 da parte del XXVI Corpo, mentre il II Corpo cercò di creare una testa di ponte oltre Plava bombardando i battaglioni della milizia territoriale austriaca con un potente tiro d'artiglieria. Dopo intensi combattimenti però le azioni si trasformarono in massacri, e alla sera del 14 agosto le operazioni della 2ª Armata furono fermate senza che le forze italiane fossero riuscite a intaccare la nuova linea difensiva austro-ungarica.

#### Ultimi attacchi sul Carso

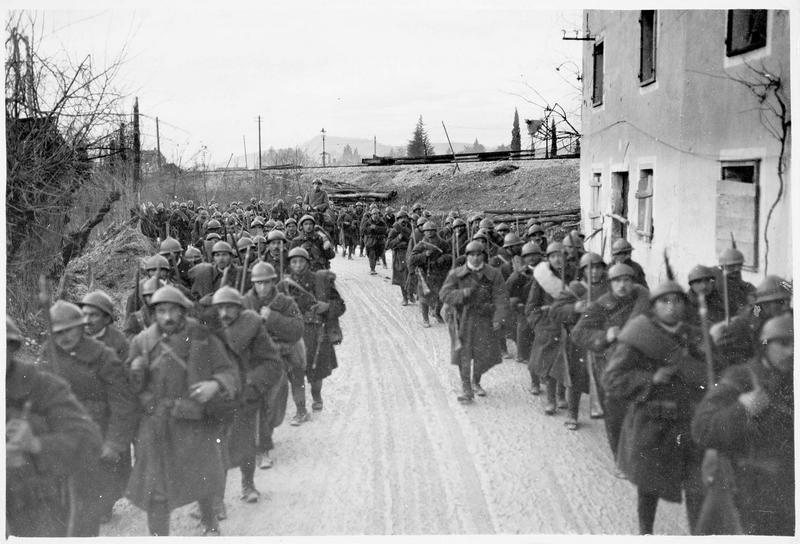
Colonna italiana in marcia lungo il vallone del Carso.

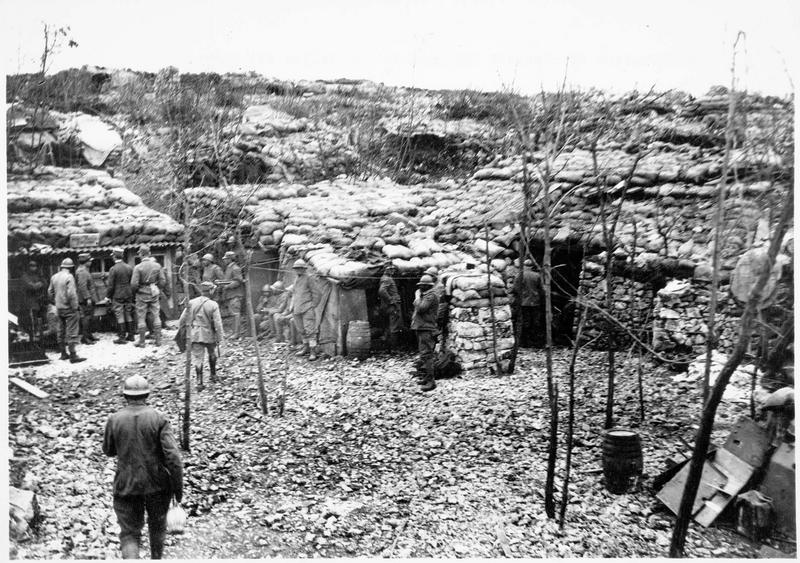
Ricoveri italiani sul fronte del Carso.

Anche sul Carso la 3ª Armata non riuscì ad avanzare. Le truppe del Duca d'Aosta attaccarono i trinceramenti del VII Corpo dell'arciduca Eugenio in diversi punti, concentrandosi sull'abitato di Loquizza con unità dell'XI e XIII Corpo che attaccarono le difese della 17ª Divisione austro-ungarica. L'attacco fallì nonostante l'appoggio di alcune autoblindo. Anche a Opacchiasella le truppe ungheresi fermarono le autoblindo e i fanti italiani, permettendo alla 5ª Armata di bloccare definitivamente l'avanzata italiana. Cadorna disponeva ancora di munizioni e truppe a sufficienza per tentare un nuovo attacco, e ordinò a Capello di rinnovare gli attacchi a nord di Gorizia e al Duca d'Aosta di tentare uno sfondamento sul Carso centrale.
A nord della città il 15 agosto il "Gruppo Gorizia" partì nuovamente all'attacco su un fronte di otto chilometri con quattro divisioni, ma la 58ª Divisione si dimostrò padrona del campo di battaglia. Nonostante la fanteria italiana riuscisse a conquistare alcune posizioni sul Santa Caterina, un errore degli ufficiali di artiglieria sul San Gabriele fece sì che il fuoco amico decimasse le truppe avanzate del VI Corpo, travolte dagli shrapnel. Ciò consenti agli austro-ungarici di riprendere le posizioni perse, e a fine giornata l'attacco italiano poteva dirsi fallito. Cinque divisioni italiane puntarono nel frattempo nuovamente verso Loquizza e Opacchiasella, venendo bloccate dall'artiglieria e dalle mitragliatrici del VII Corpo. La battaglia si protrasse per oltre sei ore, ma i fanti italiani non riuscirono a conquistare neppure una posizione nemica.
A questo punto le truppe italiane erano ormai sfinite e i reparti decimati dalle perdite; il 16 agosto il "Gruppo Gorizia" di Capello si limitò a utilizzare l'artiglieria contro il Santa Caterina, senza sortire alcun effetto, e ben presto su tutto il fronte di Gorizia tutti i cannoni italiani si fermarono. Sul Carso la 3ª Armata tentò un ultimo assalto nel settore di Loquizza contro il VII Corpo. Alle 09:30 iniziò il tiro di preparazione lungo l'intero fronte del Carso, e un'ora più tardi i fanti uscirono dalle trincee per attaccare le truppe ungheresi sul fianco nord del Carso. Le mitragliatrici austro-ungariche respinsero l'attacco e alle 16:00 il Duca d'Aosta sferrò un ultimo attacco di massa che venne facilmente respinto dall'artiglieria dell'arciduca Eugenio, ponendo fine all'ultimo attacco della Sesta battaglia. Alle 21:30 un assalto contro la 20ª Divisione Honvéd fu respinto dalle truppe rumene del 4º reggimento, segnando la conclusione definiva della battaglia.
In serata Cadorna contattò telefonicamente Capello e il Duca d'Aosta per avere una sintesi della situazione; ambedue chiedevano una sosta e allora il comandante supremo diede l'ordine di sospendere l'offensiva per il giorno seguente.
Il relativo ordine inviato ai comandanti di corpo d'armata presentava questa significativa premessa: «I combattimenti svoltisi in questi giorni hanno chiarito che le linee su cui l'avversario ci contrasta l'ulteriore avanzata sull'Isonzo non sono semplici posizioni di retroguardia, ma vere e proprie linee fortificate, per avere ragione delle quali occorre, come la lunga esperienza ha ormai insegnato, una preparazione dell'attacco metodica e completa».

## Analisi e conseguenze
La battaglia era costata parecchio in termini di uomini per entrambi gli schieramenti. Gli italiani avevano perso 51 222 uomini tra cui 338 ufficiali morti, 1 260 feriti e 161 dispersi; 5 972 militari morti, 31 524 feriti e 11 967 dispersi, assieme a circa 12 000 ammalati; gli austro-ungarici registrarono 37 458 perdite, di cui 3 719 morti, 19 910 feriti e 13 829 dispersi, ai quali aggiungere oltre 4 300 ammalati e circa 8 000 prigionieri, il più grande numero mai catturato sull'Isonzo, molti dei quali provenienti dalla 58ª Divisione di Zeidler.

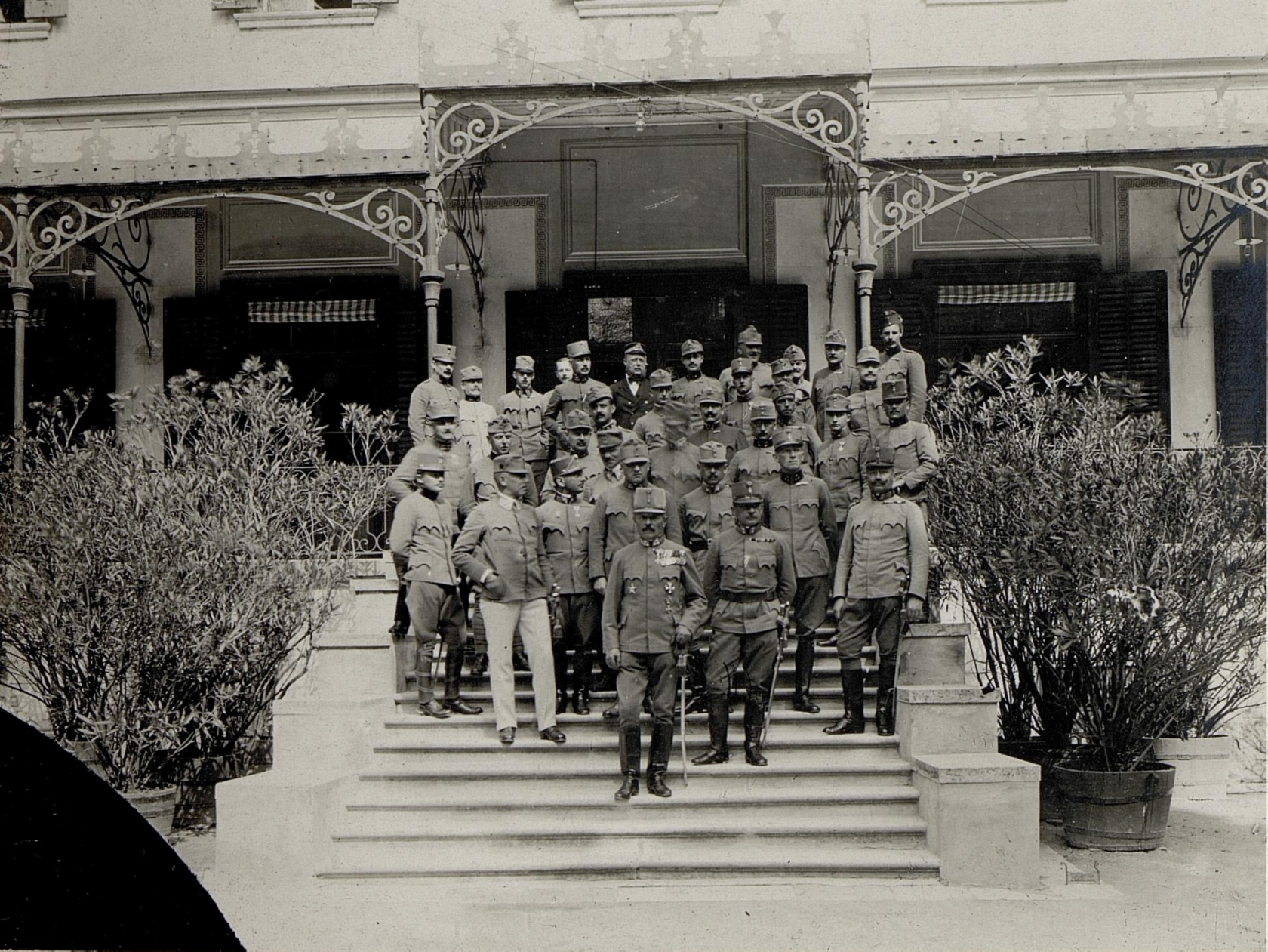
Il quartier generale della 5ª Armata austro-ungarica a Postumia, con al centro il "leone dell'Isonzo" generale Borojević.

Dopo più di un anno di aspri combattimenti che avevano portato la situazione sull'Isonzo a un punto morto, le truppe di Cadorna erano infine riuscite a passare sull'altra sponda del fiume, occupare Gorizia e prendere le alture tanto agognate del Sabotino e del San Michele. La Sesta battaglia fu dunque acclamata in tutta Italia come la prima autentica vittoria italiana della guerra; «Tutta l'Italia è in festa» annotò sul suo diario l'onorevole Ferdinando Martini il 10 agosto 1916 concludendo però che «bisogna che il governo e stampa facciano il dover loro: affinché non si creda che la presa di Gorizia successo quasi definitivo e che la pace è prossima». 

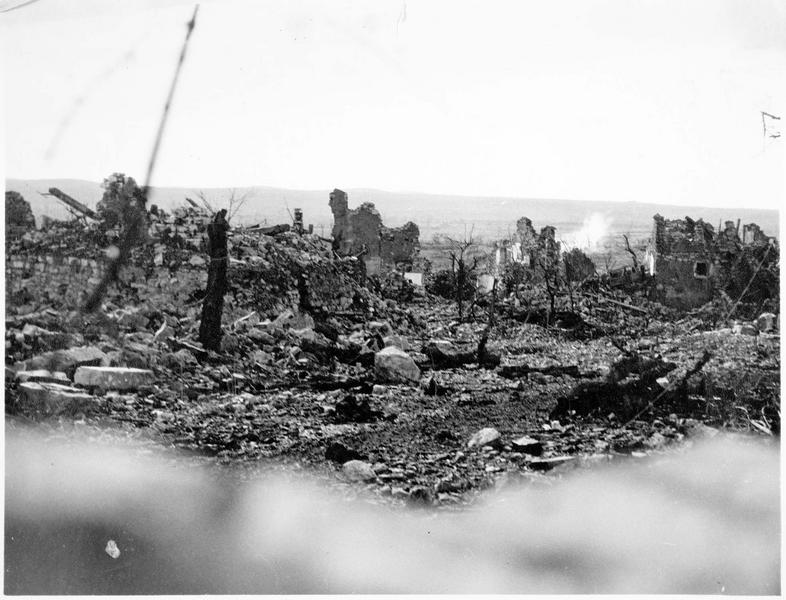
Villaggio distrutto sul fronte goriziano.

Antonio Salandra, Prospero Colonna, Ferdinando Martini e molti altri membri del governo e delle istituzioni si congratularono con Cadorna. Nonostante la vittoria non avesse avuto un grande valore militare, l'opinione pubblica stentò a rendersene conto e glorificò l'impresa; la guerra parve per un momento «adeguarsi al sogno del maggio» come scrisse Adolfo Omodeo, il quale confessò alla moglie di sentire finalmente l'anima sollevata «dai dubbi e dal malessere suscitati dai guai nel Trentino che avevano in qualche momento fatto dubitare che noi sapessimo fare la guerra». I giornali magnificarono ovviamente il successo, tanto che Il Mattino di Napoli scrisse che la presa di Gorizia dimostrava che il popolo italiano era ormai una «razza in via ascensionale».
Come scrisse Piero Pieri la presa di Gorizia vide «per la prima volta, dopo quindici secoli di storia, un esercito tutto italiano sconfiggere in una grande battaglia un esercito tutto straniero» e rappresentò la fine del ruolo di comprimaria dell'Italia nella prima guerra mondiale per assumere un maggior rilievo in tutta l'economia del conflitto. Sul fronte italiano l'iniziativa ritornò nelle mani dell'esercito di Cadorna in un momento critico dello scontro tra gli Imperi centrali e l'Intesa sul fronte occidentale, caratterizzato prima dallo scontro di Verdun e poi dall'offensiva sulla Somme. A fine agosto poi si verificò l'ingresso in guerra del Regno di Romania a fianco dell'Intesa. Ciò diede inizio ad un coordinamento strategico tra i vari eserciti alleati contro gli Imperi centrali, mentre Regno Unito e Francia iniziarono a dare più peso all'Italia nel contesto generale del conflitto.
Nonostante il grande successo politico/propagandistico, la vittoria militare non portò a sostanziali vantaggi strategici per il prosieguo della guerra italiana. La guerra sul fronte isontino era essenzialmente una guerra di posizione e di materiali, dove contava il continuo confronto di risorse che i due contendenti potevano mettere in campo: confronto nel quale era molto difficile ottenere un vantaggio strategico decisivo attraverso un singolo scontro, ma era necessario logorare l'avversario nel tempo con ogni mezzo possibile.
Come ha scritto lo storico Marco Mondini, «né la nuova dottrina d'impiego dell'artiglieria né i suoi più brillanti collaboratori come Capello o Badoglio, né le nuove artiglierie o le divisioni appena create avrebbero permesso a Cadorna di ottenere una rottura strategica e di tornare a una guerra di movimento». Cadorna dal canto suo, era consapevole che sarebbe stato irrealistico riuscire ad avviare una vera guerra di movimento anche con un successo durante la Sesta battaglia. Il "generalissimo" dopo quindici mesi di guerra era cosciente che la eventuale conquista di Gorizia non avrebbe mutato nulla, perché subito dopo si sarebbe trovata una nuova fila di trincee, e il possesso della città senza il possesso delle alture che la circondavano avrebbe comportato la ripetizione degli schemi offensivi effettuati per la presa di Gorizia, ossia ulteriori e metodici assalti nel tentativo di conquistare i caposaldi della nuova linea difensiva austro-ungarica. Inoltre la scarsissima motorizzazione delle truppe e delle artiglierie, che si muovevano a piedi o grazie al traino animale e le grosse perdite che comportavano le offensive contro posizioni fisse protette da reticolati e mitragliatrici, di fatto non permettevano agli eserciti di sfruttare adeguatamente gli sfondamenti e inseguire gli avversari in ritirata, men che meno su un terreno aspro come quello del Carso. Perdipiù, parallelamente ai suoi colleghi europei, anche Cadorna aveva ormai capito che durante l'offensiva non era possibile mantenere i contatti e le comunicazioni con i comandi delle prime linee, arrendendosi quindi «alla fragilità dei sistemi di comunicazione e controllo», per cui comunicare ordini alle prime linee era pressoché impossibile e si doveva fare affidamento solamente agli ordini impartiti prima della battaglia, con tutti i limiti del caso. Un esempio lampante delle difficoltà di comunicazione fu il dover dotare alcuni fanti mandati all'assalto il 6 agosto di grossi scudi bianchi sulla schiena per segnalare la posizione della fanteria agli osservatori nelle retrovie, via via che questa avanzava, per ovviare così al problema di sincronizzazione con l'artiglieria.
Tutto ciò contribuì al rallentamento dell'offensiva italiana dopo l'ingresso a Gorizia, rallentamento che generò dissidi fra Capello e Cadorna. Avendo presente il piano stabilito dal Comando supremo, fu naturale che quest'ultimo non avesse predisposto masse di inseguimento celere, le quali non rientravano nella logica del piano originale che prevedeva di stabilire una testa di ponte oltre l'Isonzo nel campo trincerato di Gorizia e la conquista dei rilievi più importanti, ma non prevedeva l'occupazione della città. Capello da parte sua lamentò fin da subito la mancanza di questi reparti atti all'inseguimento del nemico, per giustificare l'arenamento verificatosi dopo il 9 agosto lungo la cortina collinare attorno a Gorizia. Arenamento che allo stesso tempo Cadorna attribuì alla scarsa abilità di Capello, in uno scambio di accuse in cui ognuno dei generali tentava di giustificare il mancato sfruttamento dello sfondamento iniziale.

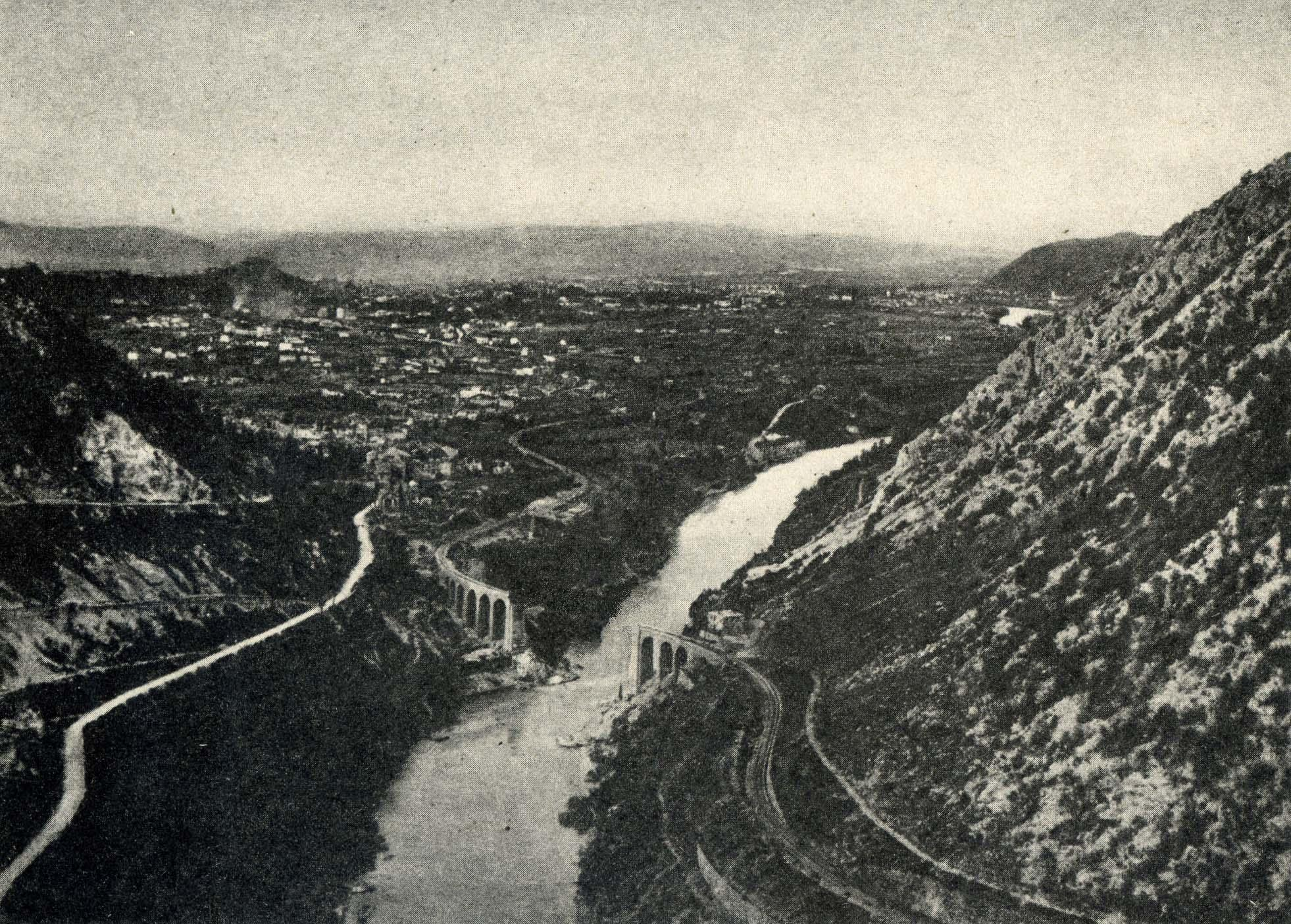
L'Isonzo con sullo sfondo Gorizia e in primo piano il distrutto ponte di Solcano.

La battaglia si era senza dubbio conclusa per l'Impero austro-ungarico con una delle sue peggiori sconfitte sul fronte italiano, ma il rovescio subito da Borojević ebbe implicazioni più politiche che militari. La perdita di Gorizia rappresentò un duro colpo per l'orgoglio ed il prestigio dell'esercito dell'imperatore Francesco Giuseppe, tuttavia la 5ª Armata si era saldamente trincerata su una nuova linea difensiva arretrata di appena 5/6 chilometri. 
La sconfitta aveva convinto l'Alto Comando che la minaccia italiana dovesse essere affrontata con più serietà, così la 5ª Armata venne rinforzata con molti più battaglioni di rincalzo che in passato. Per la metà di settembre le forze schierate sull'Isonzo raggiunsero la forza di quasi quattordici divisioni, e per metà settembre arrivarono notevoli rinforzi di artiglieria consistenti in una decina di battaglioni, di cui la metà di pezzi medi e pesanti. Le divisioni che erano state distrutte durante la Sesta battaglia vennero ricostituite e, ad un mese dal suo quasi annientamento, la 58ª Divisione fu riportata a pieno organico in vista delle future battaglie difensive che aspettavano le forze di Borojević.
La perdita di Gorizia segnò una importante cesura psicologica per i soldati austro-ungarici, i quali fino ad allora avevano combattuto con un morale elevato, sostenuti dal fatto che i loro sacrifici erano spesso coronati da successi difensivi; dopo la Sesta battaglia però iniziarono a rendersi conto che la fine della guerra era ancora lontana e la sconfitta finale divenne sempre più probabile. Ad abbassare ulteriormente il morale vi furono le grosse perdite che portarono i comandi a riempire le file con soldati rumeni o polacchi, meno motivati dalla lotta sull'Isonzo rispetto alle truppe slovene e croate, che spesso venivano frammischiate ai reparti già in linea per poterli controllare.
Alla fine del secondo anno di guerra sul Carso, anche tra gli slavi, che normalmente erano più motivati nella lotta contro gli italiani, il morale ebbe un calo. Nel 27º reggimento Landsturm, costituito da slavi, sembrava fosse diffuso «morale depresso e desiderio di diserzione»; il 96º Reggimento costituito da croati ebbe circa 1 500 prigionieri dopo l'estate. L'aumento del numero dei prigionieri testimonia la perdita di combattività: le statistiche della 3ª Armata italiana indicano 5 747 prigionieri in ottobre e 8 152 in novembre, catturati in concomitanza con le brevi Ottava e Nona battaglia dell'Isonzo. Come riporta lo storico Alessandro Massignani, a esprimere in modo efficace la nuova percezione della guerra sull'Isonzo da parte dei soldati della duplice monarchia fu lo storico Márton Farkas: «Dopo Doberdò, le truppe austro-ungariche stazionanti in quest'area iniziarono un processo di lenta disintegrazione».
In breve tempo l'Austria-Ungheria aveva subito tre durissimi scacchi: il fallimento della cosiddetta Strafexpedition, la batosta subita dall'offensiva Brusilov nei Carpazi e ad agosto la perdita della città di Gorizia. Il tutto aggravato dall'ingresso in guerra della Romania a fianco degli Alleati. A questo punto, come riconosce la Relazione Ufficiale austro-ungarica: «[...] si era reso necessario un continuo aiuto tedesco esplicantesi quasi dappertutto sotto forma di "stecche da busto", inframezzando cioè reparti tedeschi agli austro-ungarici per rinforzarne l'ossatura: si deve riconoscere che spesso la sicurezza di una posizione potè essere garantita soltanto quando tali reparti concorrevano alla difesa». Questo avvenne soprattutto sul fronte orientale, ma dopo la sconfitta sul Carso si ebbe un grosso cambiamento anche nella condotta generale di guerra degli Imperi Centrali. A settembre Conrad e Paul von Hindenburg sottoscrissero le norme di un Comando Superiore comune, dove l'Imperatore tedesco Gugliemo II assumeva la Direzione Suprema delle operazioni, e le sue decisioni avrebbero assunto valore impegnativo per tutte le forze alleate. In vista di una offensiva contro la Romania, il 13 settembre l'Imperatore Guglielmo chiese a Francesco Giuseppe di consentire che la Direzione Suprema entrasse in funzione, e ciò fu subito concesso. Entro il 1º novembre sia la Bulgaria che la Turchia aderirono alla Direzione Suprema, e le operazioni austro-ungariche sul fronte italiano furono da quel momento subordinate alle decisioni dell'alleato tedesco.